# Iowa Park
Iowa Park è un comune (city) degli Stati Uniti d'America della contea di Wichita nello Stato del Texas. La popolazione era di 6.355 abitanti al censimento del 2010. Fa parte dell'area metropolitana di Wichita Falls.

## Geografia fisica
Iowa Park è situata a 33°57′13″N 98°40′16″W (33.953731, -98.671158).
Secondo lo United States Census Bureau, la città ha una superficie totale di 11,67 km², dei quali 10,66 km² di territorio e 1,01 km² di acque interne (8,66% del totale).

## Società

### Evoluzione demografica
Secondo il censimento del 2010, la popolazione era di 6.355 abitanti.

### Etnie e minoranze straniere
Secondo il censimento del 2010, la composizione etnica della città era formata dal 94,89% di bianchi, lo 0,42% di afroamericani, l'1,21% di nativi americani, lo 0,54% di asiatici, lo 0,02% di oceanici, l'1,35% di altre razze, e l'1,57% di due o più etnie. Ispanici o latinos di qualunque razza erano il 5,79% della popolazione.